# 音楽番組を板尾創路
『音楽番組を板尾創路』（おんがくばんぐみをいたおいつじ）は、インターネットテレビGyaOの「MIDTOWN TV」内で毎週水曜に生放送、配信されていた音楽番組。2007年9月12日放送開始、2008年6月25日更新終了。
番組名は板尾が命名。

## 出演者
- 板尾創路（130R）
- 竹仲絵里
- 木夏リオ
- 田中玲美（GyaO専属局アナウンサー）

### 過去の出演者
- 青木直子（2007年10月10日放送分を最後に降板）

## 概要
出演アーティストには板尾が作成した質問に事前に答えてもらい、それを元にトークを展開していく。
板尾が本番で着用したTシャツを視聴者にプレゼントしていた時期があった。

### コーナー
板尾のひとり人生相談
2007年12月12日より始まったコーナー。板尾がゲストの相談にのる。

## ゲスト
| 回 | ゲスト                                               | 放送期間                      |
| -- | ---------------------------------------------------- | ----------------------------- |
| 1  | メロン記念日 アイス・サランユー                      | 2007年9月12日 - 19日          |
| 2  | 島谷ひとみ Kanade                                    | 2007年9月19日 - 26日          |
| 3  | シド doa                                             | 2007年9月26日 - 10月3日       |
| 4  | m.o.v.e 長澤奈央                                     | 2007年10月3日 - 10日          |
| 5  | かりゆし58 高杉さと美                                | 2007年10月10日 - 17日         |
| 6  | テイ・トウワ AYUSE KOZUE                             | 2007年10月17日 - 24日         |
| 7  | いきものがかり                                       | 2007年10月24日 - 31日         |
| 8  | ムック                                               | 2007年10月31日 - 11月7日      |
| 9  | 真心ブラザーズ                                       | 2007年11月7日 - 14日          |
| 10 | 東方神起                                             | 2007年11月14日 - 21日         |
| 11 | 河村隆一 alan                                        | 2007年11月21日 - 28日         |
| 12 | POLYSICS Base Ball Bear                              | 2007年11月28日 - 12月5日      |
| 13 | スチャダラパー ロボ宙 豚骨ピストンズ                 | 2007年12月5日 - 12日          |
| 14 | 清木場俊介 小梅太夫                                  | 2007年12月12日 - 19日         |
| 15 | 愛内里菜 つじあやの                                  | 2007年12月19日 - 26日         |
| 16 | JUJU Aqua Timez                                      | 2007年12月26日 - 2008年1月9日 |
| 17 | w-inds.                                              | 2008年1月9日 - 16日           |
| 18 | AAA ポール・ギルバート                               | 2008年1月16日 - 23日          |
| 19 | THE BACK HORN ピストルバルブ                         | 2008年1月23日 - 30日          |
| 20 | フジファブリック 中ノ森BAND                          | 2008年1月30日 - 2月6日        |
| 21 | 鈴木亜美 misono                                      | 2008年2月6日 - 3月15日        |
| 22 | SOUL'd OUT シド                                      | 2008年2月13日 - 3月12日       |
| 23 | LISA kanade                                          | 2008年2月20日 - 3月19日       |
| 24 | アイドリング!!! 三枝夕夏 IN db                       | 2008年2月27日 - 3月26日       |
| 25 | エレファントカシマシ SOFFet                          | 2008年3月5日 - 4月4日         |
| 26 | 音速ライン                                           | 2008年3月12日 - 4月11日       |
| 27 | THE ALFEE 竹仲絵里                                   | 2008年3月19日 - 4月18日       |
| 28 | キリンジ アルファ                                    | 2008年3月26日 - 4月25日       |
| 29 | doa melody.                                          | 2008年4月2日 - 5月1日         |
| 30 | 大橋卓弥 BREAKERZ                                    | 2008年4月9日 - 5月8日         |
| 31 | ARIA モーニング娘。から 新垣里沙 道重さゆみ 光井愛佳 | 2008年4月16日 - 5月15日       |
| 32 | w-inds. フルカワミキ                                 | 2008年4月23日 - 5月22日       |
| 33 | 175R LITTLE                                          | 2008年4月30日 - 5月29日       |
| 34 | SEAMO 谷村奈南                                       | 2008年5月7日 - 6月6日         |
| 35 | CLIFF EDGE 369                                       | 2008年5月14日 - 6月13日       |
| 36 | 松浦亜弥 池上ケイ                                    | 2008年5月21日 - 6月20日       |
| 37 | AAA THE イナズマ戦隊                                 | 2008年5月28日 - 6月27日       |
| 38 | YA-KYIM JiLL-Decoy association                       | 2008年6月4日 - 7月3日         |
| 39 | JYONGRI スチャダラパー                               | 2008年6月11日 - 7月10日       |
| 40 | アルファ COLOR                                       | 2008年6月18日 - 7月17日       |
| 41 | DJ KAORI ゆず 鈴木亜美                               | 2008年6月25日 - 7月24日       |